# Cuarteto de cuerda (Franck)
El Cuarteto de cuerda en re mayor es el único cuarteto de cuerda compuesto por César Franck. La obra fue escrita entre 1889 y 1890.

## Contexto histórico
La vida creativa de Franck se divide a grandes rasgos en tres períodos. Durante el primer período (1841–1858), cuando su ambicioso padre lo obligó a ser un pianista virtuoso activo, Franck escribió obras para música de cámara, incluidos cuatro tríos para piano numerados como Op. 1 y 2. Franck recibió el consejo de Franz Liszt, quien comentó, unos 40 años después, al escuchar una interpretación de órgano de Franck en Sainte-Clotilde, París, "¿Cómo podría olvidar al compositor de esos tríos?"  Sin embargo, durante el segundo período (1858-1876), cuando Franck se dedicó al órgano, no compuso obras destacadas para este género. Las obras maestras de Franck, incluido el Quinteto para piano en fa menor (1879), la Sonata para violín en la mayor (1886) y este cuarteto, fueron escritas en el tercer período (1876–1890). Dado que su siguiente obra de cámara, la segunda sonata para violín, quedó inacabada en el momento de su muerte en 1890, este cuarteto de cuerdas es su última obra de cámara completa.
Franck comenzó un boceto de esta obra a principios de 1889. Comenzó con el primer movimiento y, a través de al menos tres versiones diferentes, completó la versión final el 29 de octubre. Después de terminar rápidamente el segundo movimiento el 9 de noviembre, completó toda la obra el 15 de enero de 1890. Vincent d'Indy, uno de los célebres alumnos de Franck, señaló (en el análisis detallado que incluye en su biografía del maestro) que Franck ya había considerado escribir un cuarteto de cuerda desde la década de 1870. Fue en la década de 1870 cuando se estableció la Société nationale de musique, a la que Franck se unió como uno de los miembros fundadores, para promover la tradición de la música clásica francesa en lugar de la música escénica; la música francesa estaba dominada en ese momento por músicos influyentes como Jacques Offenbach. Aunque Franck abandonó su cuarteto de cuerda, lo reanudó en 1888 y, como recordó d'Indy, aprendió las partituras de los cuartetos de cuerda de Beethoven y Schubert en su piano para un estudio intensivo. Se considera que muchos elementos del cuarteto de cuerda de Franck provienen de las obras posteriores de Beethoven, pero las huellas de Beethoven no son visibles superficialmente.
El Cuarteto de Cuerdas fue el primer éxito público de Franck durante su vida. Franck, conocido como un compositor tardío, había atraído poca atención del público. Incluso la Sinfonía en re menor y el Prélude, Aria et Final, cuya reputación está bien establecida hoy en día, tuvieron estrenos desastrosos. Sin embargo, nunca complació el gusto del público francés de la época y nunca dejó de perseguir su ideal musical, atrayendo gradualmente el interés del público y de los profesionales a través de obras maestras como su sonata para violín. Finalmente, el 19 de abril de 1890, en el concierto de la Société nationale de musique en la Sala Pleyel, el estreno de esta obra fue recibido con estruendosos aplausos. Esto fue solo siete meses antes de su muerte.
La partitura de esta obra se publicó en 1892, y la edición de Hamelle, París, fue ampliamente utilizada en 1906.

## Estructura
Esta obra consta de cuatro movimientos, que están estrechamente unidos por forma cíclica. Una interpretación completa dura aproximadamente 50 minutos.

### Primer movimiento
Poco lento – Allegro. Compás de 4/4 en la tonalidad de re mayor
Este movimiento, escrito en forma de sonata inusual combinada con forma ternaria, comienza con una gran introducción, que d'Indy llama el Lied (canción) y también L'idée mère (idea fundamental o generativa). El primer violín toca el tema principal de la introducción sobre el acompañamiento armónico de cuerdas (Extracto 1). Este tema aparecerá en este y posteriores movimientos como el primer tema cíclico. La introducción comprende el extracto 1 y el extracto 2, que se interpreta de manera queda en contraste.
Un ritmo punteado de caída gradual, sugerido al final de la introducción, conduce a la parte principal de la forma de sonata en re menor, comenzando con la exposición del primer tema (Extracto 3). El extracto 4, interpretado por el violonchelo durante una transición energética, jugará un papel importante en el final como segundo tema cíclico. El fragmento 4 también es interpretado por el violín. El clímax apasionado se conecta suavemente con la exposición del segundo tema, en fa mayor, que apareció en un diálogo entre el primer violín y la viola (Extracto 5).
El siguiente clímax se calma con una codetta usando el Extracto 3, que cierra la exposición. En la sección de desarrollo, Poco Lento, la viola inicia una fuga basada en el Extracto 1, seguida por el segundo violín, el violonchelo y luego el primer violín. Un desarrollo convencional del primer tema (Extracto 3), nuevamente Allegro, viene después del final emocional de la fuga. El desarrollo también incluye los Extractos 4, 5 y muchos otros materiales. La reaparición del primer tema en Re menor proclama la apertura de la recapitulación,  seguido del Fragmento 4. El segundo tema comienza en si mayor, pero, apenas cuatro compases después, modula a re mayor, lo que da lugar a la reaparición del Lied introductorio (Poco lento), en la misma tonalidad. Los ecos del extracto 3, que siguen a los extractos 1 y 2, concluyen el movimiento.
Extracto 1 (violín) 
Extracto 2 (violín) 
Extracto 3 (violín) 
Extracto 4 (violonchelo) 
Extracto 5 (violín) 

### Segundo movimiento
Scherzo: Vivace 3/8 fa sostenido menor
El segundo movimiento está coloreado por la ligereza mendelssohniana. Impresionantes notas ascendentes repetidas, como se muestra en el extracto 6, abren el scherzo menor en fa sostenido del movimiento. Aquí se observan inserciones efectivas frecuentes de tacet . Otro tema principal, el extracto 7, lo toca el primer violín con una fluidez contrastante. El trío en re menor, basado en el extracto 8, también está interrumpido por silencios enteros alargados con fermata . En medio del trío, el violonchelo toca de forma encubierta el extracto 1. Luego, el Scherzo regresa (fragmento 6), ahora con compases de pizzicato que conectan los compases silenciosos originales, y pronto se une al extracto 7. El movimiento termina con una tranquila coda en pizzicato con el extracto 8. Este es el movimiento más corto e inmediatamente accesible del cuarteto: imitado por ejemplo por Frank Bridge en el segundo de sus tres Novelletten solo unos años después (1904).
Extracto 6 
Extracto 7 (violín) 
Extracto 8 (violín) 

### Tercer movimiento
Larghetto 3/4 si mayor
La estructura del tercer movimiento es cercana a la forma ternaria. Se supone que el tema de apertura lírico, Extracto 9, se originó a partir de los Extractos 1 y 4.
La primera parte de este movimiento está en forma ternaria, y el Fragmento 9 reaparece después de la exposición del Fragmento 10. En la segunda parte de este movimiento, el primer violín interpreta una melodía apasionada sobre el acompañamiento de arpegios extensos (Extracto 11). Esa melodía ya apareció en la voz media durante la exposición del Extracto 10. La modulación repetida impide una determinación obvia de la tonalidad, aunque la armadura es do mayor. Después del clímax de la parte media, el Extracto 9 es recapitulado en ppp. Esta tercera parte no es un simple resurgimiento de la primera; es bastante abreviado e incluye elementos de la segunda parte en Poco Animato. Finalmente, el Extracto 10 cierra silenciosamente el movimiento.
Extracto 9 (violín) 
Extracto 10 (violín)  
Extracto 11 (violín) 

### Cuarto movimiento
Finale: Allegro molto 2/2 re mayor
El final está en forma de sonata extendida. Comienza con una fuerte frase declamatoria al unísono (Extracto 12), cuyo argumento continúa como un 'marco de ventana' entre los cristales de los temas principales de los tres movimientos anteriores: Extracto 9 del tercer movimiento, Extracto 6 del segundo movimiento, y Extracto 1 del primer movimiento. Este 'resumen' es similar al final de la novena sinfonía de Beethoven; propio Franck había utilizado el mismo método en su pieza para órgano Grande Pièce Symphonique. Dado que los tres temas principales contrastan fuertemente (de diferentes maneras) con su marco, también se podría pensar en el segundo movimiento del Concierto para piano n.º 4  de Beethoven con su diálogo entre la orquesta 'enojada' y el piano 'pacificador', que anteriormente había inspirado la apertura de <i id="mw5Q">Variaciones sinfónicas</i> de Franck para piano y orquesta.
Tras la introducción, se exponen los temas principales. El primer tema (Extracto 13), expuesto en viola, es inducido a partir del Extracto 1. Tras una breve conclusión con un fragmento del Extracto 12, aparecen una serie de segundos temas: el Extracto 14, que es una transformación del Extracto 4; Extracto 15, interpretado con un acompañamiento riguroso del Extracto 12; y el alentador Extracto 16.
En el desarrollo, Franck combina los temas principales en contrapunto. Se agrega el extracto 1 y el extracto 12 aparece repetidamente para cambiar la atmósfera. Aunque el comienzo de la recapitulación no está claro, la segunda reaparición del primer tema, aproximadamente en el compás 500, es seguida por los segundos temas. Al final de la recapitulación, el Extracto 6 emerge repentinamente del silencio. Esto marca el advenimiento de la coda, donde el extracto 6 domina en contrapunto con el extracto 13. En el clímax final, el extracto 9 se canta dramáticamente en forma aumentada. La emoción contenida después del clímax se convierte en el Extracto 12, en Presto, que se precipita hacia la conclusión.
Extracto 12 
Extracto 13 (viola) 
Extracto 14 (violín) 
Extracto 15 (violín) 
Extracto 16 (violín) 

## Otras lecturas
- Folleto: CHANDOS, "Franck Piano Trios vol.2", CHAN9742
- Folleto: CHANDOS, "Franck: Les Eolides, Variaciones sinfónicas, Sinfonía", CHAN9875
- Folleto: Hyperion Records, Fauré & Franck: String Quartets, CDA67664
- Folleto: NAXOS, FRANCK: Cuarteto de cuerdas en re mayor / Quinteto con piano en fa menor, 8.572009
- Partitura: Franck "String Quartet", Hamelle, París, ca. 1892